# الدارخان، زوان
الدارخان، زوان (به لاتین: Aldarkhaan, Zavkhan) یک منطقهٔ مسکونی در مغولستان است که در استان زوخان واقع شده‌است.